# Gomphosus caeruleus
Gomphosus caeruleus — вид риб родини Labridae.

## Назва
В англійській мові має назви «індійський губан-пташка» (англ. indian bird wrasse). 

## Опис
Риба до 28 см завдовжки. Молоді особини бліді з темною лінію через око. Самки живуть групами, самці окремо. Використовують видовжену морду, щоб збирати безхребетних з коралів та каміння.

## Поширення та середовище існування
Живе у багатих на коралові рифи територіях та затоках на глибині від 1 до 30 м. Від Червоного моря до Південної Африки.

## Галерея

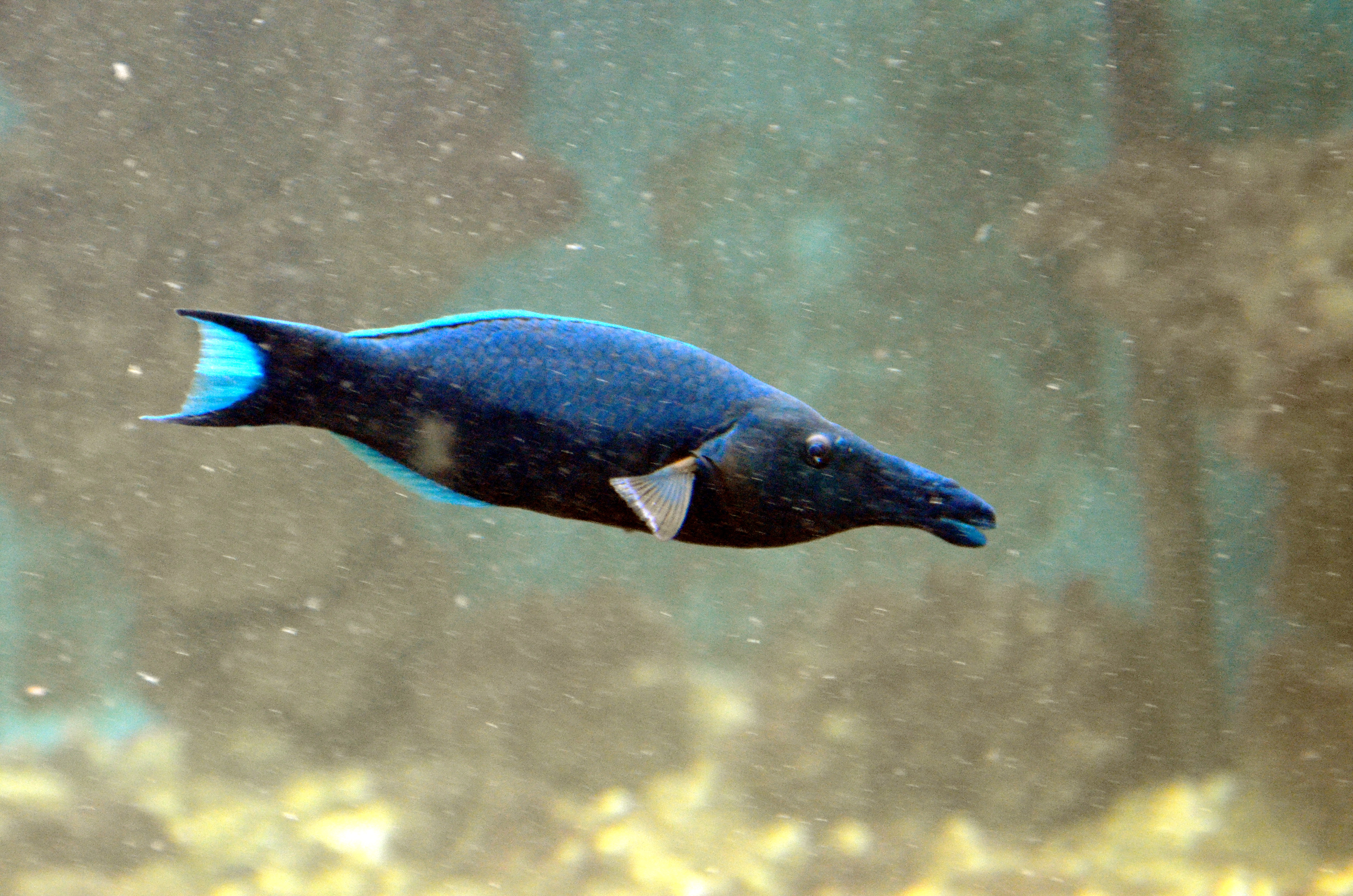
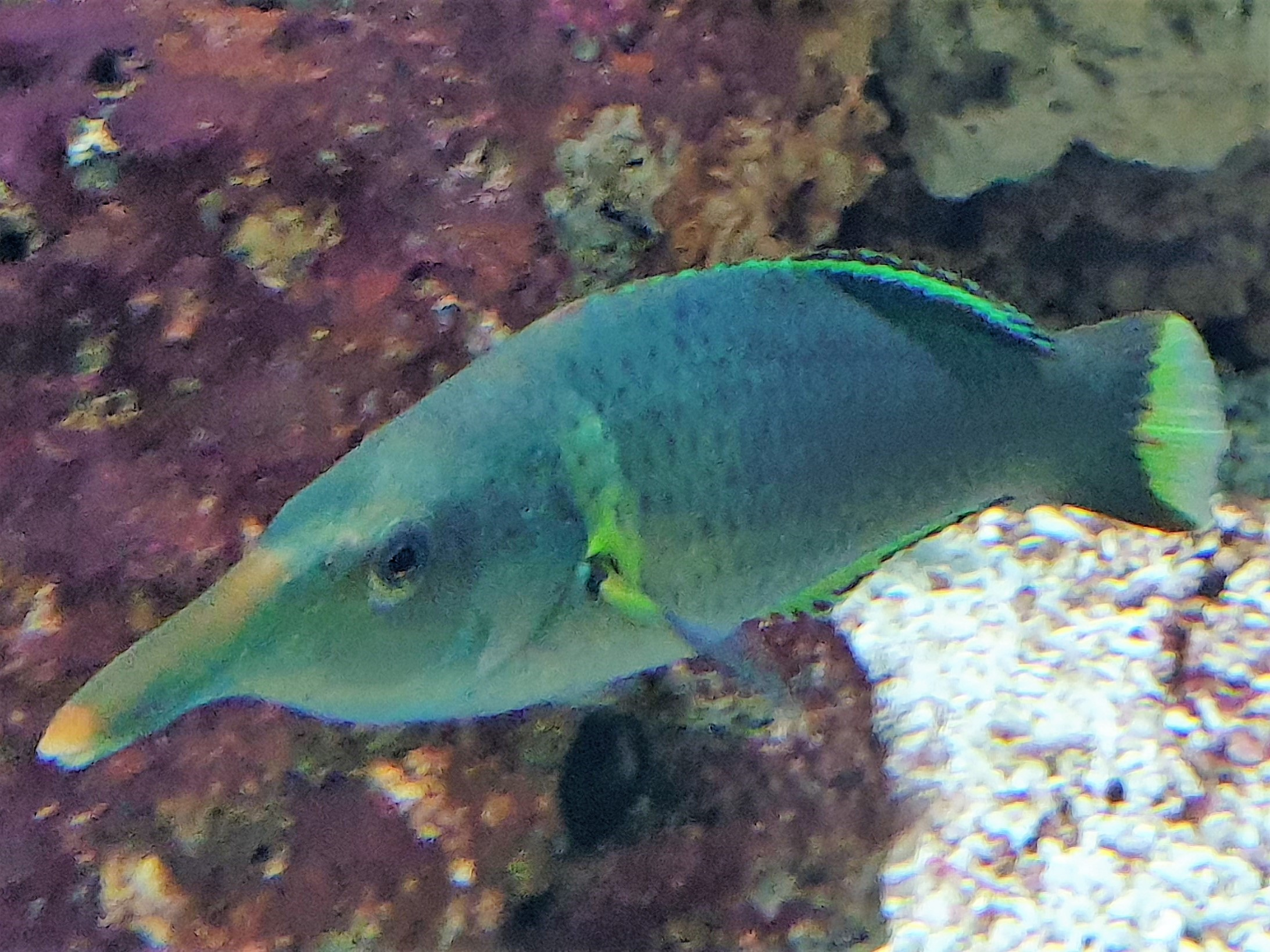
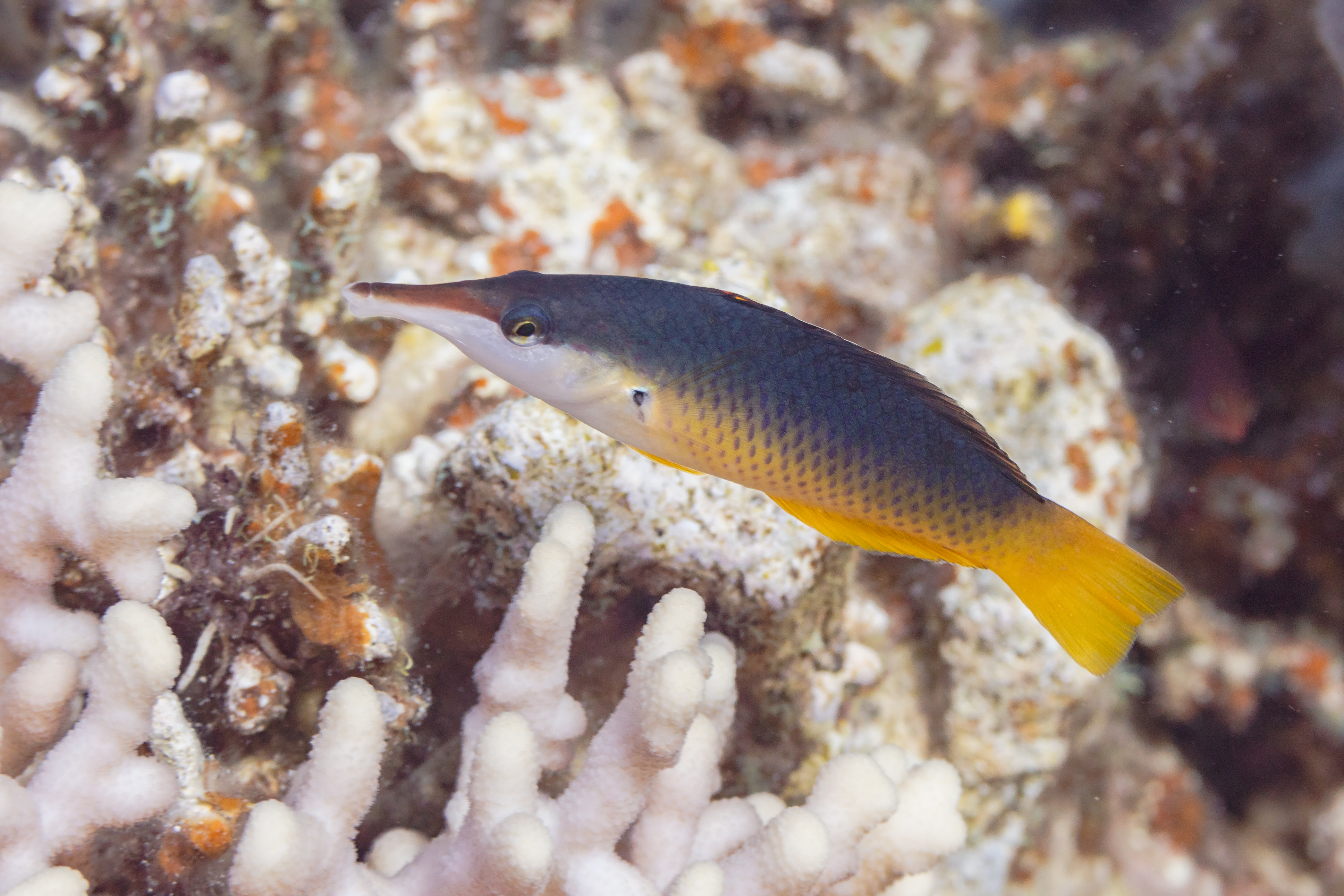
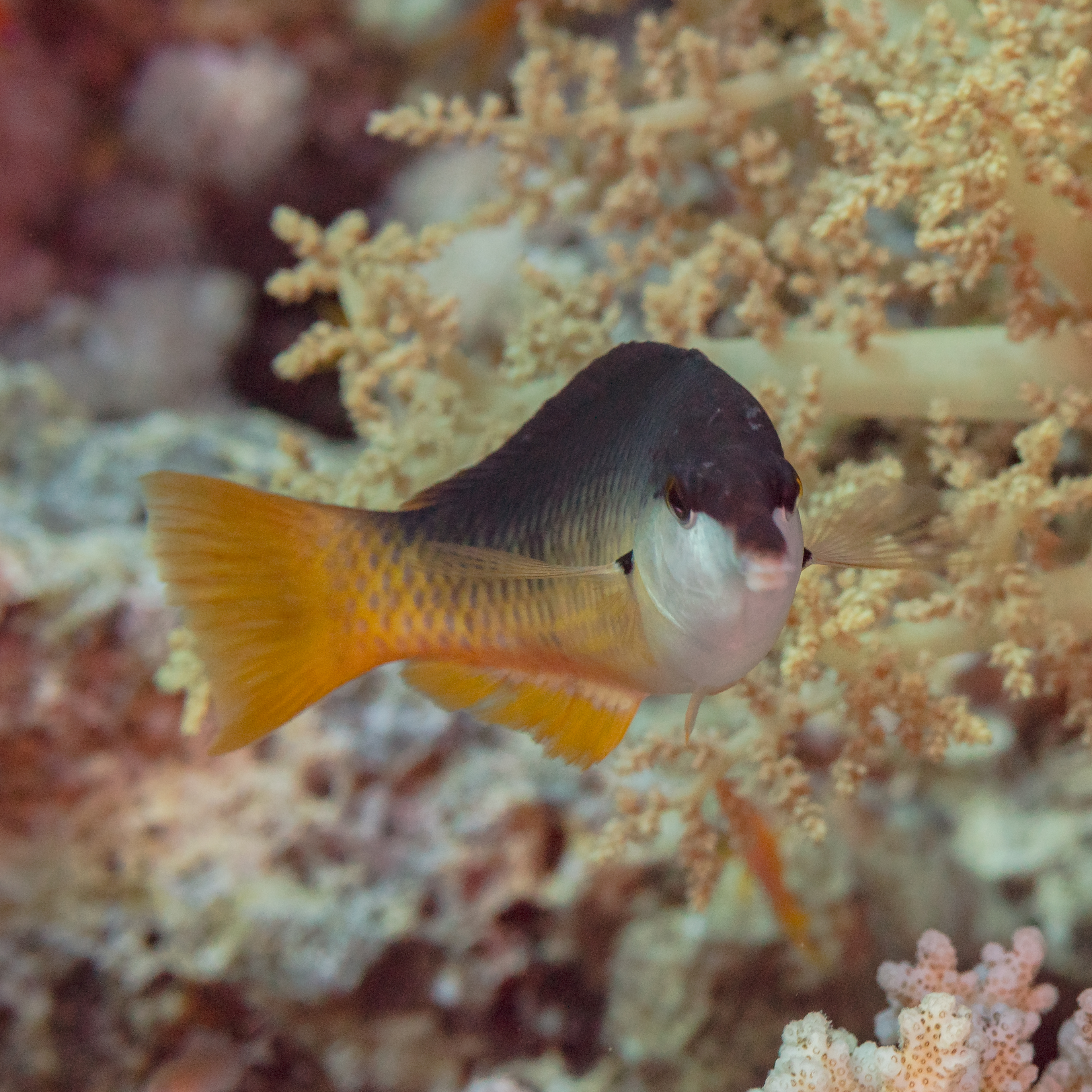